# Echávarri-Urtupiña
Echávarri-Urtupiña (en euskera y oficialmente Etxabarri Urtupiña) es un concejo del municipio de Barrundia, País Vasco (España).

## Toponimia
Aparece en la Reja de San Millán como Essavarri (1025). Otras denominaciones que se citan en la documentación antigua son: Hechabarri (1503), Chavarri (1551), Echabarri (s. XVIII) o Echavarri de Urtupiña (1802). Respecto a la primera parte del nombre, Echávarri,  se cree que el término euskérico se formaría a partir de etxa- (variante de etxe: casa) y -barri (variante de berri: nuevo). En cuanto a Urtupiña, se ha señalado que esta localidad alavesa aparece en otra documentación de 1025 como Eurtipiana, que procedería del antropónimo de origen griego Eutropius. 

## Geografía física
El concejo está situado a una altitud de 576 m, entre montes de la Sierra de Aiala.

### Ubicación
|                  | Norte: Etura |             |
| Oeste: Argómaniz |              | Este: Dallo |
|                  | Sur: Alegría |             |

## Historia
El concejo se formó por la unión en 1257 de las aldeas de Echávarri y Urtupiña.
Hacia mediados del siglo XIX, el lugar, ya por entonces perteneciente a Barrundia, tenía contabilizada una población de 72 habitantes. Aparece descrito en el séptimo volumen del Diccionario geográfico-estadístico-histórico de España y sus posesiones de Ultramar de Pascual Madoz con las siguientes palabras:

ECHAVARRI DE URTUPIÑA: l. del ayunt. de Barrundia en la prov. de Alava, part. jud. de Vitoria (2 1/2), c. g. de las Provincias Vascongadas, aud. terr. de Burgos, dióc. de Calahorra (17): sit. al pie de una elevada montaña y rodeado de montecillos por todas partes; con clima frio, combatido por el viento N.: tiene 15 casas, una igl. parr. (la Purificacion) servida por un beneficiado. Confina el terr. N. Audicana; E. Alegria; S. Mendijur, y O. Arrieta: los montes estan poblados de robles y hayas. El terreno es arcilloso y le baña un riach. Los caminos son locales y se hallan en mal estado: hay una venta. El correo se recibe de Vitoria por el baligero de Alegria. prod.: trigo, avenas, yeros, mijo, maiz y otros menuzales: cria ganado vacuno y caballar; caza de liebres, sordas, perdices y codornices, y pesca de anguilas. ind.: un molino harinero. comercio: esportacion de ganado y cereales é importacion de los art. que faltan. pobl.: 13 vec., 72 alm. contr. con su ayunt. (V.)
(Madoz, 1847, pp. 443-444)

En 2022, la entidad singular de población tenía empadronados 53 habitantes y el núcleo de población, 51.

## Demografía
| Gráfica de evolución demográfica de Echávarri-Urtupiña entre 2000 y 2020 |
|                                                                          |
| Población de derecho según los censos de población del INE.              |

## Cultura

### Patrimonio material

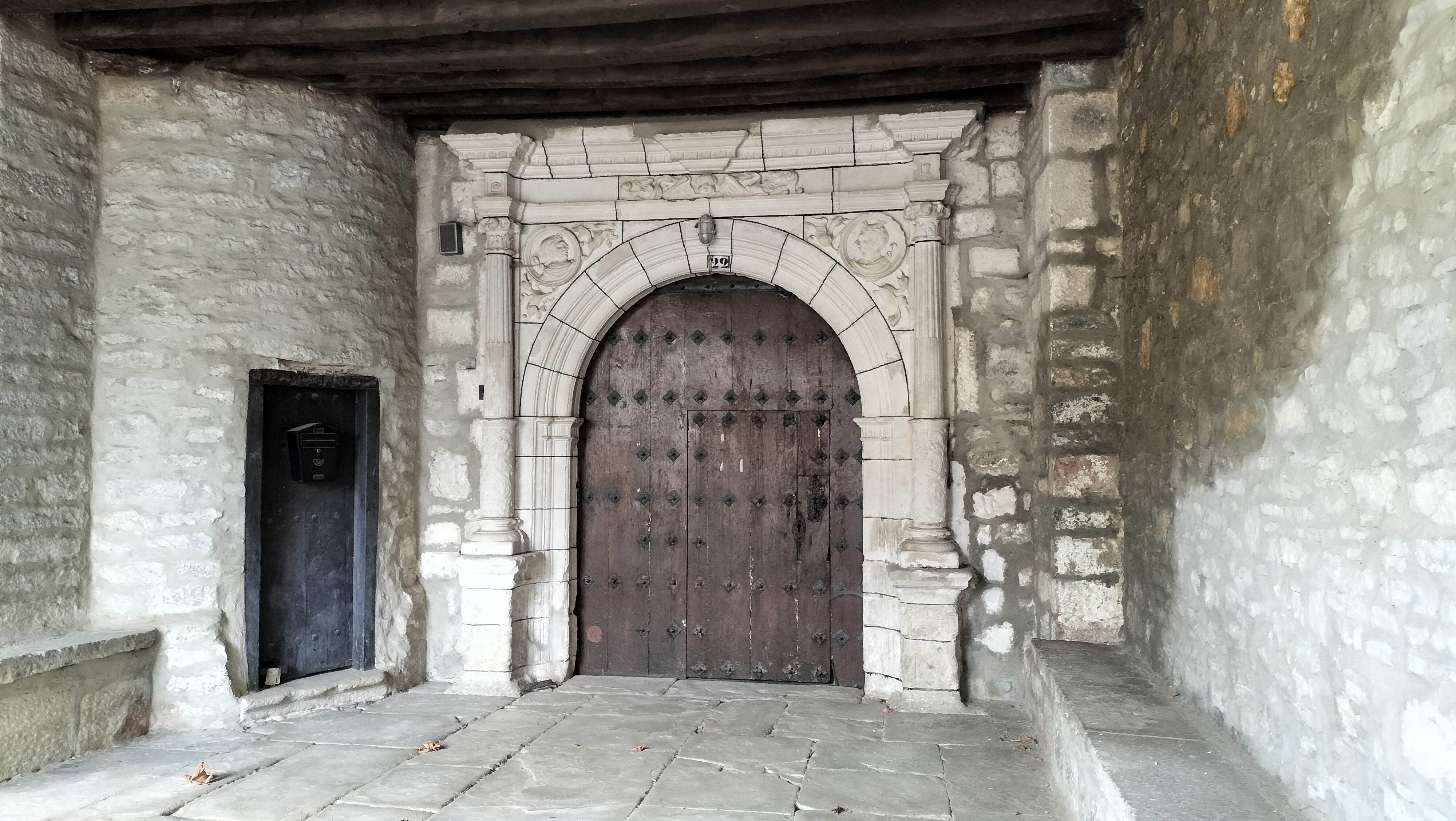
Iglesia de la Purificación

- Iglesia de la PurificaciónIglesia de la Purificación de Nuestra Señora. El templo, de planta de salón con cabecera recta y tres tramos, se construyó en el siglo XVI. Su pórtico, de techumbre lisa, se abre en tres arcos de medio punto. La portada, de estilo plateresco avanzado, fue construida en la primera mitad del siglo XVI y está decorada con medallones de rostros humanos sostenidos por animales. Tanto el baptisterio como la sacristía son también del siglo XVI. El retablo mayor es renacentista plateresco, pero fue reformado posteriormente. En él se insertan unas tablas pintadas, de las pocas aportaciones que el manierismo del siglo XVI dejó en Álava, inspiradas en grabados de Agostino Carracci.[9]Retablos laterales de la Virgen del Rosario y de S. José, barroco y neoclásico respectivamente. Curiosa pila de agua bendita, avenerada, con pie curvado, de principios del siglo XIX.[10][11][12]
- Fuente de la Provincia. El incremento de tránsito de vehículos y viajeros por la ruta que desde Vitoria se dirigía hacia Pamplona por Salvatierra creó la necesidad de instalar fuentes en algunos puntos de su trazado. Situada a las afueras del pueblo, en pilar exento, la fuente de la Provincia dispone de un caño de bronce decorado con rostros de león. En el frente hay una inscripción: Año de 1848.[13][14][15]
- Fuente vieja. Fuente aljibe con depósito de captación y sala de espera abovedados. Se halla semienterrada, prácticamente en ruina y en absoluto desuso.[13][14][16]

### Patrimonio inmaterial

#### Festividades
Las fiestas de la localidad se celebran el 2 de febrero, Purificación de Nuestra Señora Candelaria.